# Килкийл
Килкѝйл (на английски: Kilkeel; на ирландски: Cill Chaoil) е град в югоизточната част на Северна Ирландия. Разположен е на брега на Ирландско море в район Нюри анд Морн на графство Даун на около 65 km южно от столицата Белфаст. Първите сведения за града датират от 14 век. Има риболовно пристанище. Населението му е 6521 жители, по данни от 2011 г.